# Jordan Kerby
Jordan Kerby (Hervey Bay, 15 augustus 1992) is een Nieuw-Zeelands-Australisch voormalig baan- en wegwielrenner. Kerby kommt vanaf 2018 uit Nieuw-Zeeland daarvoor kwam hij uit voor Australië.

## Baanwielrennen

### Palmares
| Jaar     | AK                                             | OK                                    | WK                                 | Overig                                          |                |
| Junioren | Junioren                                       | Junioren                              | Junioren                           | Junioren                                        |                |
| -------- | ---------------------------------------------- | ------------------------------------- | ---------------------------------- | ----------------------------------------------- | -------------- |
| 2009     | Ploegenachtervolging · Puntenkoers             |                                       |                                    |                                                 |                |
| 2010     | Puntenkoers                                    |                                       | Puntenkoers · Ploegenachtervolging |                                                 |                |
| Elite    |                                                |                                       |                                    |                                                 |                |
| 2010     |                                                | Puntenkoers · Ploegenachtervolging    |                                    |                                                 |                |
| 2011     | Ploegenachtervolging                           |                                       |                                    |                                                 |                |
| 2012     | Geen deelnames                                 | Geen deelnames                        | Geen deelnames                     | Geen deelnames                                  | Geen deelnames |
| 2013     | Geen deelnames                                 | Geen deelnames                        | Geen deelnames                     | Geen deelnames                                  | Geen deelnames |
| 2014     | Geen deelnames                                 | Geen deelnames                        | Geen deelnames                     | Geen deelnames                                  | Geen deelnames |
| 2015     | Geen deelnames                                 | Geen deelnames                        | Geen deelnames                     | Geen deelnames                                  | Geen deelnames |
| 2016     | Geen deelnames                                 | Geen deelnames                        | Geen deelnames                     | Geen deelnames                                  | Geen deelnames |
| 2017     | Achtervolging · Puntenkoers · Scratch · Omnium | Ploegenachtervolging · Scratch        | Achtervolging                      |                                                 |                |
| 2018     | Ploegkoers                                     | Achtervolging                         |                                    |                                                 |                |
| 2019     | omnium · achtervolging · puntenkoers           | scratch · achtervolging · koppelkoers |                                    | WB Cambridge: ploegenachtervolging              |                |
| 2020     | koppelkoers                                    |                                       | ploegenachtervolging               |                                                 |                |
| 2021     |                                                |                                       |                                    | Olympische Zomerspelen: 4e ploegenachtervolging |                |
| 2022     |                                                | achtervolging                         |                                    | Gemenebestspelen: · ploegenachtervolging        |                |

## Wegwielrennen

### Overwinningen
2012
Proloog Ronde van Thailand
2013
 Australisch kampioen op de weg, Beloften
Proloog Herald Sun Tour
2014
 Australisch kampioen tijdrijden, Beloften
2018
5e etappe New Zealand Cycle Classic

## Ploegen
- 2011 –  Team Jayco-AIS
- 2013 –  Christina Watches-Onfone
- 2014 –  Drapac Professional Cycling
- 2015 –  Drapac Professional Cycling
- 2016 –  Drapac Professional Cycling
- 2018 –  Brisbane Continental Cycling Team
- 2021 –  MEIYO CCN Pro Cycling Team
- 2022 –  MEIYO CCN Pro Cycling Team

Aitken · Carver · Donnelly · Durbridge · Dyball · Ellis · Hepburn · Howson · Kerby · Lane · Lang · Lovelock-Fay · McCarthy · McCulloch · Niblett · Perkins · Rudolph · Sunderland
Anderson · Cantwell · Clarke · Crawford · Goesinnen · Hucker · Johnson · Kerby · Lapthorne · Meyer · Norris · Palmer · Phelan · Rudolph · W.Sulzberger · B.Sulzberger · Wippert · Canty (stagiair)
Brown · Clarke · Girdlestone · Hucker · Jones · Kerby · Kohler · Koning · Lapthorne · Meyer · Norris · Peterson · Phelan · Roe · Rudolph · Spokes · Sulzberger · Wippert · Canty (stagiair) · Evans (stagiair)
Brown · Canty · Clarke · Earle · Evans · Jones · Kerby · Koning · Lowndes · Mannion · Meyer · Mouris · Norris · Phelan · Roe · Scully · Spokes · Sulzberger
Beikoff · Butler · Edwards · Kerby · Martin · Neumann · Noble · Robinson · Smith · Thomas · Vink · White